# Turó del Camp Gran
El Turó del Camp Gran és una muntanya de 457 metres dins del municipi de Bigues i Riells, a la comarca del Vallès Oriental.
Separa les dues unitats territorials del terme: la de Riells del Fai i la de Bigues. És a l'extrem oest del terme, molt a prop de Sant Feliu de Codines, al nord de la urbanització dels Saulons d'en Déu. És el de més a l'oest d'una carena que forma amb el Turó d'en Xifreda, el Turó d'en Rossic i el Turó de Can Garriga. A ponent seu queda, encara en terres riellenques, el Pla del Camp Gran.